# Jordan Hugill
Jordan Thomas Hugil (Middlesbrough, Inglaterra, Reino Unido, 4 de junio de 1992) es un futbolista inglés. Juega de delantero y su equipo es el Rotherham United F. C. de la League One de Inglaterra.
Llegó relativamente tarde a jugar como profesional, pasó por clubes amateur como el Seaham Red Star, Consett, Whitby Town y Marske United, y además tuvo un paso por la academia Glenn Hoddle del club Jerez Industrial en España. Se unió al Port Vale en junio de 2013, y debutó con el club cuatro meses después, luego de un periodo de préstamo en el Gateshead. Firmó por el Preston North End en junio de 2014. Estuvo a préstamo en el Tranmere Rovers en febrero de 2015 y luego en el Hartlepool United el mes siguiente. Llegó a la Premier League de la mano del West Ham United, firmando por el club en enero de 2018. Volvió a la Championship en el siguiente periodo de fichajes a préstamo al Middlesbrough.

## Trayectoria

### Inicios
Hugill se inició en el fútbol en la academia de George Smith en Hemlington a la edad de 9 años. Comenzó su carrera con el club Seaham Red Star de la Northen League a los 16 años, e iba a asistir a una prueba para el Sunderland pero sufrió una lesión de tobillo en septiembre de 2009. Luego se cambiaría al Consett, pero abandonó su contrato en agosto de 2010 para pasar dos años en la Academia Glenn Hoddle en España.
Firmó con el Whitby Town en diciembre de 2011 y anotó un gol en su debut contra el Nantwich Town, para luego sufrir una lesión en el ligamento cruzado anterior durante el partido y estar fuera de las canchas los próximos 10 meses. Se unió al Marske United en octubre de 2012, como préstamo, para recuperar su fútbol. Su último encuentro con el Marske fue en la final de la North Riding Senior Cup, donde perdieron 3-0 ante el Pickering Town. Durante su paso por el club trabajó como barman en el Dickens Inn, en Middlesbrough. 

### Port Vale
Firmó por el club de la League One, Port Vale, en junio de 2013. Se fue a préstamo al Gateshead de la Conference Premier el 20 de septiembre de 2013. El entrenador del Gateshead, Gary Mills, declaró que Hugill era un "talentoso goleador" y lo incorporó de titular para el siguiente encuentro. Él marcó su primer gol en el club el 24 de septiembre en la victoria por 3-2 contra el Chester en el Gateshead International Stadium. Terminó su préstamo con una marca de cinco goles en siete partidos jugados, tres como suplente.
Debutó con el Port Vale el 22 de octubre, jugando los primeros 75 minutos en la victoria por 3-0 sobre el Crawley Town. Tuvo un rendimiento aceptable en su debut, justificando la sorpresiva decisión del entrenador en ponerlo en cancha junto a su compañero de la Academia Glenn Hoddle Ben Williamson, en lugar de los delanteros titulares Tom Pope y Lee Hughes.

First of all you have to say well done to our chief scout, George Foster, who spotted his potential playing in non-league. We had him with us last season and the one thing he struggled with was his fitness. Pre-season was a struggle for him as well. He is a big old boy, not used to a professional pre-season, but is one of those lads who never gives up. You ask him to pull out of things and he doesn't want to do that.
Port Vale manager Micky Adams describing Hugill in October 2013.

Primero que todo, tienes que decirle bien a nuestro jefe de reclutadores, George Foster, quien descubrió su potencial para jugar fuera de la liga. Lo tuvimos con nosotros la temporada pasada y lo único con lo que luchó fue su condición física. La pretemporada también fue una lucha para él. Es un niño grande, no está acostumbrado a una pretemporada profesional, pero es uno de esos muchachos que nunca se rinde. Le pides que se retire de las cosas y él no quiere hacer eso.
Entrenador del Port Vale Micky Adams describiendo a Hugill en octubre de 2013.

 Marcó su primer gol en la Football League el 16 de noviembre, anotando el último tanto en la victoria por 3-1 ante el Shrewsbury Town en Vale Park; después del encuentro, Adams declaró sobre Hugill que el club "desenterró una gema" ("unearthed a gem"). Hugill continuó jugando con el primer equipo, pero admitiendo que necesitaba trabajar en su físico para rendir 90 minutos en el fútbol profesional. Al final de la temporada 2013-14 fue nombrado jugador joven del año del club, y además estuvo en la derrota de la final de la Staffordshire Senior Cup ante elRushall Olympic. Sin embargo, en el verano Micky Adams confirmó que Hugill rechazó una oferta de un nuevo contrato con el club, y señaló: "Es decepcionante... dedicamos mucho tiempo y esfuerzo con Jordan la temporada pasada, pero tendremos que aceptarlo".

### Preston North End
Hugill firmó un contrato por dos años con el club de la League One, Preston North End en junio de 2014, pagando una cifra no revelada; el entrenador Simon Grayson dijo "él es joven, tiene muchas ganas, hambre, él es fuerte, un jugador poderoso, y tiene muchos atributos que nos ayudarán durante esta temporada para complementar al equipo". Tuvo un agitado partido, cuando entró al minuto 20 por Andrew Little contra el Walsall el 13 de septiembre; dio una asistencia a Joe Garner antes de ser expulsado por chocar con el defensor rival Andy Butler, además se lesionó durante el juego y requirió cirugía y pasó un tiempo fuera de las canchas. Regresó en febrero de 2015, y fue enviado a préstamo por un mes al Tranmere Rovers de la League Two, equipo entonces dirigido por su exentrenador en el Port Vale, Micky Adams. El 26 de marzo de 2015, en el último día de su préstamo, Hugill firmó un préstamo en el club del último lugar de la League Two, Hartlepool United, hasta el final de la temporada; el técnico de los "Pool" Ronnie Morre dijo: "Simplemente no funcionó en Tranmere. Pero hemos visto mucho de él e irá directo a conseguir goles por nosotros, sin duda". Marcó cuatro goles en ocho encuentros para el club, incluyendo el gol de la victoria ante el Exeter City en Victoria Park, que aseguró la permanencia del Hartlepool United en la English Football League. Estuvo en la banca en la final de los play off en Wembley, donde el Preston logró la promoción a la Championship.
En octubre de 2015 firmó un nuevo contrato por dos años y medio. Terminó la campaña 2015-16 con cinco goles en 32 encuentros. Continuó su buena campaña en la temporada 2016-17, y firmó un nuevo contrato por dos años y medio en septiembre de 2016. El club rechazó una oferta de £1.5 millones del Ipswich Town en enero de 2017. Terminó la temporada 2016-17 con 13 goles en 47 partidos, siendo el mejor anotador del club esa temporada. Comenzó la temporada 2017-18 en buena forma y fue contactado por muchos clubes durante el mercado de verano. El 29 de agosto fue puesto en la lista de transferencias.

### West Ham United
El 31 de enero de 2018 firmó en el último día de transferencias con el West Ham United de la Premier League, en un fichaje de 10 millones de libras. Sin embargo, tuvo poca presencia en el resto de la temporada 2017-18, jugando solo 22 minutos en total.

#### Préstamos
El 8 de agosto de 2018 regresó a la Championship, como préstamo por toda la temporada al Middlesbrough. La temporada siguiente también fue cedido a un club de la misma categoría, el Queens Park Rangers F. C.
El 24 de agosto de 2020 fue traspasado al Norwich City F. C., firmando un contrato por tres temporadas. Un año después fue cedido al West Bromwich Albion F. C., cancelándose la cesión en enero de 2022 para irse al Cardiff City F. C.

## Estadísticas
Actualizado al último partido disputado el 12 de abril de 2025.
| Club                                  | Div.          | Temporada     | Liga  | Liga  | Copas nacionales | Copas nacionales | Total | Total |
| Club                                  | Div.          | Temporada     | Part. | Goles | Part.            | Goles            | Part. | Goles |
| ------------------------------------- | ------------- | ------------- | ----- | ----- | ---------------- | ---------------- | ----- | ----- |
| Port Vale F. C. Inglaterra            | 3.ª           | 2013-14       | 20    | 4     | 4                | 1                | 24    | 5     |
| Port Vale F. C. Inglaterra            | Total club    | Total club    | 20    | 4     | 4                | 1                | 24    | 5     |
| Gateshead F. C. Inglaterra            | 5.ª           | 2013-14       | 7     | 5     | 0                | 0                | 7     | 5     |
| Gateshead F. C. Inglaterra            | Total club    | Total club    | 7     | 5     | 0                | 0                | 7     | 5     |
| Preston North End F. C. Inglaterra    | 3.ª           | 2014-15       | 3     | 0     | 3                | 2                | 6     | 2     |
| Tranmere Rovers F. C. Inglaterra      | 4.ª           | 2014-15       | 6     | 1     | 0                | 0                | 6     | 1     |
| Tranmere Rovers F. C. Inglaterra      | Total club    | Total club    | 6     | 1     | 0                | 0                | 6     | 1     |
| Hartlepool United F. C. Inglaterra    | 4.ª           | 2014-15       | 8     | 4     | 0                | 0                | 8     | 4     |
| Hartlepool United F. C. Inglaterra    | Total club    | Total club    | 8     | 4     | 0                | 0                | 8     | 4     |
| Preston North End F. C. Inglaterra    | 2.ª           | 2015-16       | 29    | 3     | 3                | 2                | 32    | 5     |
| Preston North End F. C. Inglaterra    | 2.ª           | 2016-17       | 44    | 12    | 3                | 1                | 47    | 13    |
| Preston North End F. C. Inglaterra    | 2.ª           | 2017-18       | 27    | 8     | 2                | 2                | 29    | 10    |
| Preston North End F. C. Inglaterra    | Total club    | Total club    | 103   | 23    | 11               | 7                | 114   | 30    |
| West Ham United F. C. Inglaterra      | 1.ª           | 2017-18       | 3     | 0     | 0                | 0                | 3     | 0     |
| West Ham United F. C. Inglaterra      | Total club    | Total club    | 3     | 0     | 0                | 0                | 3     | 0     |
| Middlesbrough F. C. Inglaterra        | 2.ª           | 2018-19       | 37    | 6     | 4                | 1                | 41    | 7     |
| Middlesbrough F. C. Inglaterra        | Total club    | Total club    | 37    | 6     | 4                | 1                | 41    | 7     |
| Queens Park Rangers F. C. Inglaterra  | 2.ª           | 2019-20       | 39    | 13    | 2                | 2                | 41    | 15    |
| Queens Park Rangers F. C. Inglaterra  | Total club    | Total club    | 39    | 13    | 2                | 2                | 41    | 15    |
| Norwich City F. C. Inglaterra         | 2.ª           | 2020-21       | 31    | 4     | 3                | 1                | 34    | 5     |
| West Bromwich Albion F. C. Inglaterra | 2.ª           | 2021-22       | 20    | 1     | 0                | 0                | 20    | 1     |
| West Bromwich Albion F. C. Inglaterra | Total club    | Total club    | 20    | 1     | 0                | 0                | 20    | 1     |
| Cardiff City F. C. Gales              | 2.ª           | 2021-22       | 18    | 4     | 1                | 0                | 19    | 4     |
| Cardiff City F. C. Gales              | Total club    | Total club    | 18    | 4     | 1                | 0                | 19    | 4     |
| Norwich City F. C. Inglaterra         | 2.ª           | 2022-23       | 7     | 0     | 3                | 1                | 10    | 1     |
| Norwich City F. C. Inglaterra         | Total club    | Total club    | 38    | 4     | 6                | 2                | 44    | 6     |
| Rotherham United F. C. Inglaterra     | 2.ª           | 2022-23       | 18    | 5     | ―                | ―                | 18    | 5     |
| Rotherham United F. C. Inglaterra     | 2.ª           | 2023-24       | 39    | 5     | 3                | 0                | 42    | 5     |
| Rotherham United F. C. Inglaterra     | 3.ª           | 2024-25       | 28    | 1     | 7                | 4                | 35    | 5     |
| Rotherham United F. C. Inglaterra     | Total club    | Total club    | 85    | 11    | 10               | 4                | 95    | 15    |
| Total carrera                         | Total carrera | Total carrera | 384   | 76    | 38               | 17               | 422   | 93    |
| 1.                                    |               |               |       |       |                  |                  |       |       |

## Palmarés

### Distinciones individuales
| Distinción                                | Año  |
| ----------------------------------------- | ---- |
| Jugador joven del año del Port Vale F. C. | 2014 |